# Lago di Andalo
Der Lago di Andalo (deutsch Andalosee) ist ein periodischer Karstsee im Trentino. Er befindet sich am nördlichen Ortsrand von Andalo und ist eingebettet von den nordöstlichen Ausläufern der Brentagruppe im Westen und der Gazza-Paganella-Gruppe im Osten. 

## Entstehung und Geographie
Der See liegt in einer Senke östlich des Pizzo Gallino (2442 m s.l.m.) am nördlichen Rand des mit Gras bewachsenen Sattels von Andalo auf 994 m s.l.m. Die aus Kalkstein bestehende und teilweise mit Kies und mit Sand gefüllte Senke ist durch einen Gletscher und anschließender Verkarstung entstanden. Der Andalosee gehört wegen seiner wechselnden Größe zu den eigenartigsten Seen des Trentino. Er wird gelegentlich auch als einziger periodischer See des Trentino bezeichnet.
Der an der Wasserscheide zwischen Noce und Sarca gelegene See besitzt weder einen Zu- noch einen Abfluss. Gespeist wird er unterirdisch von einigen Karstquellen, während das Sickerwasser den südlich des Sees entspringenden Rio Lambin speist. Wasserstand und Größe sind stark von saisonalen Schwankungen geprägt. Den Höchststand erreicht der Andalosee in der Regel im Frühjahr nach der Schneeschmelze zwischen April und Mitte Juni. In dieser Zeit kann er eine Fläche von bis zu 50 ha einnehmen, bevor er im Sommer fast vollständig austrocknet und sich mit den Herbstniederschlägen langsam wieder füllt. In besonders niederschlagsreichen Jahren schwappt der Lago d’Andalo über den Rand der Senke hinaus und bildet einen eigenen kleinen Abfluss, der in den Rio Lambin mündet. In Karten ist er auch als Sumpfgebiet eingetragen.

## Fischfauna
Im Lago d’Andalo ist mit der Elritze lediglich eine Fischart heimisch. Dabei gelingt es der Art auch saisonale Trockenphasen zu überstehen.